# 拉蒂什
拉蒂什是葡萄牙波尔图区的一个堂区。总面积13.88平方公里，总人口2539人，人口密度182.9人/平方公里。